# 尺別炭山駅
尺別炭山駅（しゃくべつたんざんえき）は、北海道白糠郡（現・釧路市）音別町字尺別に存在した、雄別炭礦尺別鉄道線の駅である。同線の廃止とともに廃駅となった。

## 概要
尺別炭礦の山元の駅として開業した。軽便運炭軌道時代は尺別川の左岸の奥の奈多内坑口に接する位置にあったが、専用鉄道に切り替わって、旧駅より300 m程手前の対岸（右岸）に移動した。1938年（昭和13年）から買収した隣接の浦幌炭礦から旧駅積込場への山越え索道による送炭が開始され、1941年（昭和16年）には両砿合わせて42万トン近い尺別最大出炭量を記録し、最大で1日に31往復してやっと間に合わせたという軽便軌道での輸送能力限界を露呈し、また尺別駅での人力による積み替え作業の非効率さも問題となったため、専用鉄道への切り替えが急がれた。また、浦幌からの送炭も、山越え索道の冬期トラブル頻発から通洞（トンネル）と坑内電車による方式に変更し、軽便運炭軌道から専用鉄道への切り替えに合わせて切り替わった。
旧駅には鉄道運輸事務所や保線事務所、車庫、補修工場など鉄道運用に関わる諸部門が置かれて手狭であったが、専用鉄道ではそれらは新尺別駅へ移動し、新駅は石炭積込に特化した。

## 歴史
- 1920年（大正9年）1月22日：北日本鉱業尺別炭礦の軽便運炭軌道運用開始に伴い、その終点駅として開業。起点11.8 km。
- 1928年（昭和3年）12月17日：雄別炭礦鉄道の経営となる。
- 1938年（昭和13年）：浦幌炭礦から山越え索道により当駅（旧駅）へ送炭。
- 1942年（昭和17年）
  - 11月3日：尺別専用鉄道の終点駅として位置を変えて開業。軽便運炭軌道廃止に伴い旧駅廃止。
  - 11月：浦幌炭礦から尺浦通洞により当駅（新駅）へ送炭。
- 1950年（昭和25年）：転車台撤去。雄別鉄道へ譲渡され、新釧路駅へ移設。
- 1962年（昭和37年）1月1日：地方鉄道の尺別鉄道の駅となる。
- 1970年（昭和45年）4月16日：鉄道廃止により廃駅。

## 駅構造
専用鉄道切り替え後の新駅の構造は、尺別川側（新尺別に向かって左側）に土盛の単式ホーム1面1線（1番線）とその新尺別側端に小さな駅舎が接して置かれ、駅裏に2本の留置線、さらにその裏に設置された選炭機ポケットへ3本の積込み線を有した。選炭機の新尺別側には尺浦通洞からの坑内電車軌道のホーム（浦幌ホーム）があり、積込み線から1本が坑木線としてこのホームの反対側に伸びていた。また1番線の先には転車台があったが、尺別鉄道では勾配運転の関係で往きも帰りも全て山側に機関車の頭を向けて運転していたために必要が無く、1950年（昭和25年）に雄別鉄道に譲られた。

## その他
- 炭鉱の閉山が50年が経過した2020年（令和2年）冬に釧路市立博物館で企画展「雄別炭砿閉山50年 雄別・尺別・上茶路」が開催され、当時の駅名看板や資料の展示が行われた[2]。なお、同年秋には釧路市立博物館で「雄別炭砿閉山50年 映像上映会」がプレ企画として開催された[3]。

## 隣の駅
雄別炭礦
尺別鉄道線
旭町 - 尺別炭山駅